# Blaak (Tilburg)
De Blaak is een wijk in het zuidwesten van de stad Tilburg. In 2023 had de Blaak 5.875 inwoners.
De Blaak was vroeger een agrarische omgeving. In 1978 werd begonnen met de bouw van een nieuwe woonwijk, die bedoeld was voor de beter gesitueerden. Dit werd gedaan om te voorkomen dat te veel rijke Tilburgers de stad zouden verlaten om in de randgemeenten te gaan wonen.
40 jaar later is de Blaak geen echte elitewijk geworden, maar we kunnen wel zeggen dat de wijk zeker niet tot de arme wijken behoort van Tilburg.
De wijk is rijk aan groenvoorzieningen en heeft 28 vijvers met een oppervlakte van ongeveer 60.000 m². Met uitzondering van de Blaakvijver is iedere vijver met elkaar verbonden en wordt het overtollige regen- en smeltwater via de Oude Leij afgevoerd.

## Etymologie
De naam Blaak is afkomstig van een van de vijf vennen die ooit in het gebied ten westen van het Dongepad en ten zuiden van de Gilzerbaan aanwezig waren. Deze vennen, ingetekend op de oudste bekende kaart van Tilburg, de kaart van Diederik van Zijnen (1760), vielen 's zomers vaak droog. De naam 'Blaak' is afkomstig van het Zuid-Nederlandse woord 'blak', dat 'stil, rustig water' betekent. De verbeterde ontwatering aan het begin van de twintigste eeuw zorgde voor het verdwijnen van de vennen.

## Geschiedenis
In 1975 werd het eerste globale bestemmingsplan voor de Blaak ontwikkeld. In tegenstelling tot de ontwikkeling van de Reeshof is er bij de ontwikkeling van de Blaak weinig rekening gehouden met het behoud van oorspronkelijke landschapselementen. Naast diverse boomgroepen en bomenrijen is enkel de voormalige spoordijk van het Bels Lijntje behouden gebleven. Op de plaats van de oude spoorlijn is een vrijliggend fietspad aangelegd. De spoordijk verdeelde de te bouwen dijk in twee ongeveer even grote helften ten noordwesten en zuidoosten daarvan; Blaak I en Blaak II. Na 1975 werd begonnen met het nader uitwerken van de plannen. In 1980 werd een kleine toevoeging aan Blaak II gedaan.
In de jaren "90 is het laatste deel van de wijk voltooid, tussen de Stroomlaan en de Baroniebaan.

## Straatnamen
Alle straatnamen in de Blaak verwijzen naar zaken die met water te maken hebben. De vijf hoofdwegen (met de klok mee: Stroomlaan, Beeklaan en Weteringlaan; de Vaartlaan en Deltalaan maken geen deel uit van de 'ring') zijn de enige wegen die niet direct verwijzen naar een bestaande rivier of waterloop. Bij andere straten en (fiets)paden is dit wel het geval. In het noordelijke, later gebouwde deel van de wijk, zijn straten enkel vernoemd naar wateren in Zeeland en Groningen.

## Monumenten

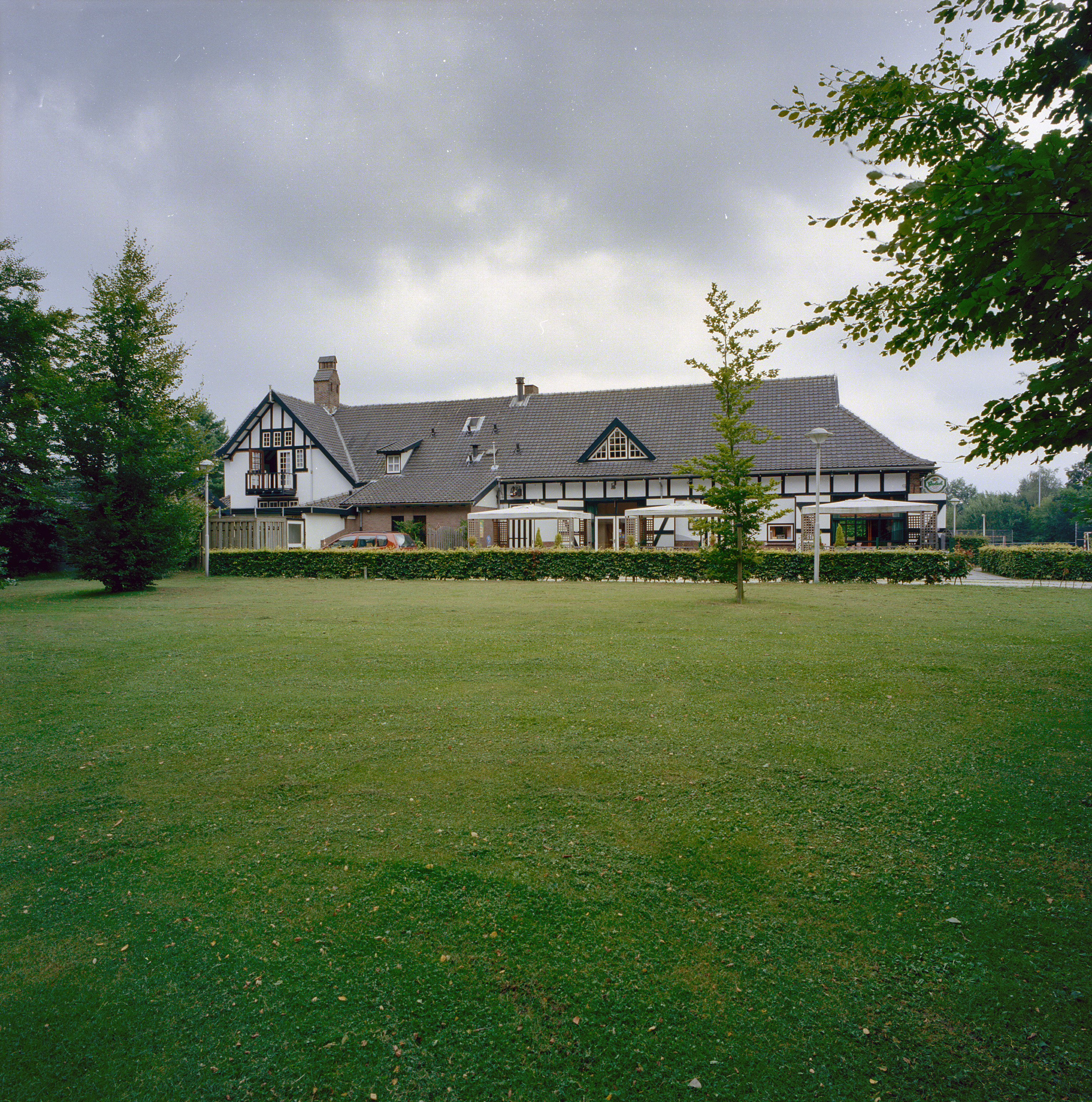
Landhuis De Blaak

In het geografische midden van de wijk staat sinds 1907 het landhuis De Blaak, ook wel Hofstede de Blaak of lokaal 'de Blaakboerderij' genoemd. In het landhuis, dat ontworpen is door Jan van der Valk in neo-tudorstijl, is tegenwoordig een restaurant gevestigd.

## Winkels en wijkvoorzieningen
In het zuidoosten van de wijk is een klein wijkwinkelcentrum gelegen, waarin naast een supermarkt ook een drogisterij, bakkerij, tijdschriftenhandel, slagerij en bloemisterij gevestigd zijn. Daarnaast is er aan de buitenzijde van het winkelcentrum kleinschalige horeca aanwezig. In de buurt van het winkelcentrum, dat de centrumfunctie van de wijk vervult, zijn twee basisscholen en een kinderdagverblijf gelegen, evenals een apotheek, huisartsenpraktijk en overige kleinschalige medische voorzieningen.

## Sport
In het geografische midden van de wijk is een sporthal aanwezig waarin meerdere verenigingen hun wedstrijden en trainingen houden. Daarnaast is er in de wijk een tennisvereniging met eigen banen en clubhuis gevestigd. Aan de Gilzerbaan, dicht bij de wijk, is voetbalclub RKSV Sarto gelegen.

## Media
In de Blaak wordt sinds 1981 tweemaandelijks het wijkblad 'De Blaak' verspreid. Daarnaast ontvangen bewoners van de wijk, net zoals andere huishoudens in Tilburg, het huis-aan-huisblad Stadsnieuws.

## Verkeer en vervoer
Al sinds het begin wordt de wijk middels een busdienst verbonden met het centrum van de stad. Op 18 november 1979 ging een nieuwe buslijn van start, buslijn 7, die De Blaak via het Burg. Van De Mortelplein met het Centraal Station verbond. Destijds was de rotonde op de Stroomlaan (aan de noordoostzijde van de wijk) het eindpunt van de buslijn. Vanaf 1982 werd de gehele lus (Beeklaan-Weteringlaan-Stroomlaan) door de Blaak bereden. In de loop der jaren zijn er verschillende wijzigingen doorgevoerd, zo werd de Blaak vanaf april 2005 ook het eindpunt van lijn 8 naar het Centraal Station. Daarnaast werd een wijkbusdienst naar de Westermarkt en het TweeSteden Ziekenhuis ingesteld. Reeds begin 2007 werden deze veranderingen teruggedraaid. Sindsdien zijn er nauwelijks wijzigingen in de busdienst meer doorgevoerd.

## Bels Lijntje
Het Bels Lijntje was een spoorverbinding tussen Tilburg en Turnhout dat langs De Blaak liep. Er was echter geen treinstation. Toen de lijn werd opgebroken werd er een fietspad voor in de plaats aangelegd, waardoor de verbinding van Tilburg met Poppel en Turnhout voor fietsers behouden is gebleven. Er waren wel twee wachtposten aanwezig: wachtpost 5 bij de huidige kruising Dongepad – Reuselpad en wachtpost 6 nabij de doorsteek van de Engebeek naar de Niers, die het Dongepad kruist. De wachtposten zijn uiterlijk in respectievelijk de jaren "70 en jaren "60 gesloopt.